# RD-0120
Ne pas confondre avec le moteur RD-120 propulsant l'étage supérieur de la fusée Zenit
Le RD-0120 est un moteur-fusée à ergols liquides soviétique qui propulsait le corps central du lanceur géant Energia. En 2014, ce moteur de 152 tonnes de poussée au sol reste le seul moteur cryogénique soviétique de cette puissance consommant le mélange Hydrogène liquide / Oxygène liquide. Sur le plan technique il s'agit d'un moteur à combustion étagée comme son homologue, le SSME, propulsant la navette spatiale américaine : ce choix technique est particulièrement performant mais rend la conception du moteur plus complexe. Le moteur qui s'inspire du SSME américain  met en œuvre des solutions techniques originales que les motoristes américains envisageront par la suite de reprendre sur le SSME. Le moteur RD-0120 n'a été utilisé qu'à deux reprises lors des deux seuls vols d'Energia en 1987 et 1988 et sa production a été arrêtée au début des années 1990 en même temps que le programme de la fusée Energia. 

## Historique
Dans les années 1960, les motoristes soviétiques disposent de moteurs-fusées à ergols liquides de conception très avancée mais, contrairement aux ingénieurs américains, ils ont complètement délaissé l'utilisation de la combinaison d'ergols cryogéniques hydrogène liquide / oxygène liquide à haute performance. Aucun moteur d'une poussée supérieure à 40 tonnes n'a été développé à l'époque alors que la NASA met en œuvre le J-2 qui joue un rôle essentiel dans le succès du programme Apollo. En 1976, les dirigeants soviétiques décident de développer le lanceur lourd Energia. Contrairement à l'objectif poursuivi par la NASA avec sa navette spatiale américaine, Energia n'est pas développé pour abaisser les couts de lancement mais pour contrer le projet américain de navette qui est perçu comme une menace militaire. Les ingénieurs soviétiques ne cherchant pas à abaisser les coûts, le moteur n'est pas réutilisable : les quatre moteurs RD-0120 utilisés ne sont pas fixés sur la navette qui revient au sol mais sur le réservoir géant constituant le cœur du lanceur. Pour parvenir à placer une navette en orbite, le recours au mélange oxygène/hydrogène est retenu d'autant que les responsables du programme soviétique veulent rattraper leur retard technologique dans ce domaine sur les Américains. Le moteur s'inspire largement du SSME qui propulse la navette spatiale américaine tant en termes de poussée que de rendement (impulsion spécifique). Il adopte toutefois des solutions originales comme une turbopompe commune pour l'hydrogène et l'oxygène ou la conception du système de canaux de refroidissement de la tuyère que le constructeur américain du SSME envisagera d'adopter à la fin des années 1990,. 
| Caractéristique                       | RD-0120                      | SSME                         |
| ------------------------------------- | ---------------------------- | ---------------------------- |
| Poussée                               | 1448 kN (sol) 1864 kN (vide) | 1668 kN (sol) 2090 kN (vide) |
| Impulsion spécifique (vide)           | 455 s                        | 453 s                        |
| Pression dans la chambre à combustion | 218 bars                     | 208 bars                     |
| Réutilisable                          | non                          | 12 à 15 fois                 |
| Rapport de section de la tuyère       | 85,7                         | 69,1                         |
| Masse à sec                           | 3 450 kg                     | 3 500 kg                     |
| Hauteur                               | 4,55 m                       | 4,3 m                        |
| Diamètre                              | 2,42 m                       | 2,4 m                        |
| Poussée modulable                     | ? %                          | 67 - 109 %                   |

Le développement du RD-0120 est réalisé par le Bureau d'études Kosberg (OKB-154). Contrairement aux moteurs RD-170 également développés pour propulser Energia, la mise au point du moteur se fait sans difficulté particulière.